# فرانکو ماستانتوئونو
فرانکو ماستانتونو (اسپانیایی: Franco Mastantuono‎؛ زادهٔ ۱۴ اوت ۲۰۰۷) بازیکن فوتبال اهل آرژانتین است که در پست وینگر راست برای باشگاه رئال مادرید در لالیگا اسپانیا و تیم ملی آرژانتین بازی می‌کند.